# Джоузеф Нийдам
Джоузеф Терънс Монтгомъри Нийдам (на английски: Joseph Terence Montgomery Needham) е британски историк на науката.

## Проектът „Наука и цивилизация в Китай“
С монументалната си поредица „Наука и цивилизация в Китай“ („Science and Civilisation in China“) той има важен принос за запознаването на европейската публика с историята на китайската наука.
„Наука и цивилизация в Китай“ е проект, който Нийдам развива непрестанно, като окончателно издава седем тома:
- Том I. Въвеждащи ориентации
- Том II. История на научната мисъл
- Том III. Математиката и науките за небето и земята
- Том IV. Физиката и нейните технологиите
- Том V. Химията и нейните технологии
- Том VI. Биологията и нейните технологиии
- Том VII. Социалният бекграунд

## За него
- Джордж Стайнър, „Китайски работи“. – В: Моите ненаписани книги. Превод от английски Стоян Гяуров. София: „Изток-Запад“, 2013, с. 9-40.